# Marie Smith Jones
Marie Smith Jones (Eyak: Udach' Kuqax*a'a'ch) (Cordova (Alaska), 14 mei 1918 - Anchorage (Alaska), 21 januari 2008) was de laatste moedertaalspreker van het Eyak, een Na-Denétaal uit Alaska.
Smith was de laatste overlevende volbloed Eyak en werd door de Amerikaanse regering als hoofd van die stam erkend. Haar naam in het Eyak was Udach' Kuqax*a'a'ch, hetgeen betekent: 'een geluid dat mensen van veraf roept'. Sinds haar zuster in 1993 overleed, was zij de laatste overgebleven moedertaalspreker. Smith gold internationaal als een symbool voor bedreigde talen. Tussen 2000 en 2005 leidde zij met de linguïst Michael Krauss aan wie zij het Eyak had geleerd, het Eyak Language Project, dat eenieder de mogelijkheid gaf het Eyak te leren.
Marie Smith Jones was een zware rookster en overleed begin 2008 op 89-jarige leeftijd aan natuurlijke oorzaken.